# Barbus magdalenae
Barbus magdalenae е вид лъчеперка от семейство Шаранови (Cyprinidae). Видът не е застрашен от изчезване.

## Разпространение
Разпространен е в Кения.

## Описание
На дължина достигат до 6,6 cm.